# قطعنامه ۲۱ شورای امنیت
قطعنامه ۲۱ شورای امنیت سازمان ملل متحد که در تاریخ ۰۲ آوریل ۱۹۴۷ تصویب شد، سندی بین‌المللی دربارهٔ قیمومت از مناطق استراتژیک است. این قطعنامه طی نشست ۱۲۴ام با ۱۱ موافق، ۰ مخالف و ۰ ممتنع تصویب شد.
پیرو این قطعنامه شورای امنیت در ۱۸ ژوئیه ۱۹۴۷ قیمومت جامعه ملل رسما توسط سازمان ملل متحد لغو شد و بر پایه بندهای توافق امانی ملل، ایالات متحده آمریکا را مسئول مدیریت بر آبخوست‌های قیمومت اقیانوس آرام جنوبی دانست و آنرا قلمرو تراست جزایر اقیانوس آرام نامید.